# Collegio di Dundee West
Dundee West è stato un collegio elettorale scozzese della Camera dei comuni del Parlamento del Regno Unito. Eleggeva un membro del Parlamento con il sistema maggioritario a turno unico. Il collegio è stato abolito nel 2024, e la sua area divisa; parte della sua area è stata assegnata al nuovo collegio di Dundee Central e parte a Angus and Perthshire Glens.

## Estensione
- 1950-1974: i ward della Contea della Città di Dundee numero 2, 3, 6, 7, 8 e 9.
- 1974-1983: i ward della Contea della Città di Dundee di Balgay, Camperdown, Downfield, Law, Lochee e Riverside.
- 1983-1997: le divisioni elettorali del distretto della città di Dundee di Ardler/Blackside, Central/Riverside, Downfield/St Mary's, Dudhope/Logie, Gourdie/Pitalpin, Law/Ancrum, Lochee, Menziehill/Ninewells, Rockwell/Fairmuir e Trottick/Gillburn.
- 1997-2005: le divisioni elettorali del distretto della città di Dundee di Central, Charleston, Kingsway West, Kirkton, Law, Lochee, Ninewells, Riverside e St Mary's.
- 2005-2024: l'area del Consiglio della Città di Dundee ad eccezuibe del collegio di Dundee East e del ward del consiglio dell'Angus di Sidlaw West.

Il collegio era uno dei due che coprono la città di Dundee, l'altro era Dundee East.
Oltre a ricoprire la porzione occidentale della città, Dundee West includeva anche, a nord e est, parte dell'area del consiglio dell'Angus. Similarmente, Dundee East includeva, a nord e est, un'altra parte del consiglio dell'Angus.
Prima del 2005 entrambi i collegi erano interamente contenuti nell'area municipale, e le aree nord-orientale e nord-occidentale della città erano comprese nel collegio di Angus. I collegi del Parlamento Scozzese mantengono i confini dei vecchi collegi di Westminster.

## Membri del parlamento
| Elezione | Elezione     | Deputato                                        | Partito                                         |
| -------- | ------------ | ----------------------------------------------- | ----------------------------------------------- |
|          | 1950         | John Strachey                                   | Laburista                                       |
| 1963 (S) | Peter Doig   |                                                 | Laburista                                       |
| 1979     | Ernie Ross   |                                                 | Laburista                                       |
| 2005     | Jim McGovern |                                                 | Laburista                                       |
|          | 2015         | Chris Law                                       | SNP                                             |
|          | 2024         | Collegio abolito e sostituito da Dundee Central | Collegio abolito e sostituito da Dundee Central |

## Risultati elettorali

### Elezioni negli anni 2010
| Partito                    | Partito                          | Candidato                  | Risultati 12 dicembre 2019 | Risultati 12 dicembre 2019 |
| Partito                    | Partito                          | Candidato                  | Voti                       | %                          |
| -------------------------- | -------------------------------- | -------------------------- | -------------------------- | -------------------------- |
|                            | SNP                              | Chris Law                  | 22 355                     | 53,77                      |
|                            | Laburista                        | Jim Malone                 | 10 096                     | 24,28                      |
|                            | Conservatore                     | Tess White                 | 5 149                      | 12,38                      |
|                            | Lib Dem                          | Daniel Coleman             | 2 468                      | 5,94                       |
|                            | Brexit                           | Stuart Waiton              | 1 271                      | 3,06                       |
|                            | Popoli Cristiani                 | Quinta Arrey               | 240                        | 0,58                       |
|                            |                                  |                            |                            |                            |
| Iscritti                   | Iscritti                         | Iscritti                   | 64 463                     | 100,00                     |
| ↳ Votanti (% su iscritti)  | ↳ Votanti (% su iscritti)        | ↳ Votanti (% su iscritti)  | 41 579                     | 64,50                      |
| ↳ Astenuti (% su iscritti) | ↳ Astenuti (% su iscritti)       | ↳ Astenuti (% su iscritti) | 22 884                     | 35,50                      |
|                            |                                  |                            |                            |                            |
|                            | Esito: collegio confermato a SNP |                            |                            |                            |

| Partito                    | Partito                          | Candidato                  | Risultati 8 giugno 2017 | Risultati 8 giugno 2017 |
| Partito                    | Partito                          | Candidato                  | Voti                    | %                       |
| -------------------------- | -------------------------------- | -------------------------- | ----------------------- | ----------------------- |
|                            | SNP                              | Chris Law                  | 18 045                  | 46,66                   |
|                            | Laburista                        | Alan Cowan                 | 12 783                  | 33,05                   |
|                            | Conservatore                     | Darren Cormack             | 6 257                   | 16,18                   |
|                            | Lib Dem                          | Jenny Blain                | 1 189                   | 3,07                    |
|                            | Indipendente                     | Sean Dobson                | 403                     | 1,04                    |
|                            |                                  |                            |                         |                         |
| Iscritti                   | Iscritti                         | Iscritti                   | 62 685                  | 100,00                  |
| ↳ Votanti (% su iscritti)  | ↳ Votanti (% su iscritti)        | ↳ Votanti (% su iscritti)  | 38 677                  | 61,70                   |
| ↳ Astenuti (% su iscritti) | ↳ Astenuti (% su iscritti)       | ↳ Astenuti (% su iscritti) | 24 008                  | 38,30                   |
|                            |                                  |                            |                         |                         |
|                            | Esito: collegio confermato a SNP |                            |                         |                         |

| Partito                    | Partito                                  | Candidato                  | Risultati 7 maggio 2015 | Risultati 7 maggio 2015 |
| Partito                    | Partito                                  | Candidato                  | Voti                    | %                       |
| -------------------------- | ---------------------------------------- | -------------------------- | ----------------------- | ----------------------- |
|                            | SNP                                      | Chris Law                  | 27 684                  | 61,91                   |
|                            | Laburista                                | Michael Marra              | 10 592                  | 23,69                   |
|                            | Conservatore                             | Nicola Ross                | 3 852                   | 8,61                    |
|                            | Verdi                                    | Pauline Hinchion           | 1 225                   | 2,74                    |
|                            | Lib Dem                                  | Daniel Coleman             | 1 057                   | 2,36                    |
|                            | TUSC                                     | Jim McFarlane              | 304                     | 0,68                    |
|                            |                                          |                            |                         |                         |
| Iscritti                   | Iscritti                                 | Iscritti                   | 68 901                  | 100,00                  |
| ↳ Votanti (% su iscritti)  | ↳ Votanti (% su iscritti)                | ↳ Votanti (% su iscritti)  | 44 714                  | 64,90                   |
| ↳ Astenuti (% su iscritti) | ↳ Astenuti (% su iscritti)               | ↳ Astenuti (% su iscritti) | 24 187                  | 35,10                   |
|                            |                                          |                            |                         |                         |
|                            | Esito: collegio passa da Laburista a SNP |                            |                         |                         |

| Partito                    | Partito                                | Candidato                  | Risultati 6 maggio 2010 | Risultati 6 maggio 2010 |
| Partito                    | Partito                                | Candidato                  | Voti                    | %                       |
| -------------------------- | -------------------------------------- | -------------------------- | ----------------------- | ----------------------- |
|                            | Laburista                              | Jim McGovern               | 17 994                  | 48,47                   |
|                            | SNP                                    | Jim Barrie                 | 10 716                  | 28,86                   |
|                            | Lib Dem                                | John Barnett               | 4 233                   | 11,40                   |
|                            | Conservatore                           | Colin Stewart              | 3 461                   | 9,32                    |
|                            | Indipendente                           | Andy McBride               | 365                     | 0,98                    |
|                            | TUSC                                   | Jim McFarlane              | 357                     | 0,96                    |
|                            |                                        |                            |                         |                         |
| Iscritti                   | Iscritti                               | Iscritti                   | 62 925                  | 100,00                  |
| ↳ Votanti (% su iscritti)  | ↳ Votanti (% su iscritti)              | ↳ Votanti (% su iscritti)  | 37 126                  | 59,00                   |
| ↳ Astenuti (% su iscritti) | ↳ Astenuti (% su iscritti)             | ↳ Astenuti (% su iscritti) | 25 799                  | 41,00                   |
|                            |                                        |                            |                         |                         |
|                            | Esito: collegio confermato a Laburista |                            |                         |                         |

### Elezioni negli anni 2000
| Partito                    | Partito                                | Candidato                  | Risultati 5 maggio 2005 | Risultati 5 maggio 2005 |
| Partito                    | Partito                                | Candidato                  | Voti                    | %                       |
| -------------------------- | -------------------------------------- | -------------------------- | ----------------------- | ----------------------- |
|                            | Laburista                              | Jim McGovern               | 16 468                  | 44,59                   |
|                            | SNP                                    | Joe Fitzpatrick            | 11 089                  | 30,02                   |
|                            | Lib Dem                                | Nykoma Garry               | 5 323                   | 14,41                   |
|                            | Conservatore                           | Christopher McKinlay       | 3 062                   | 8,29                    |
|                            | Socialista                             | Jim McFarlane              | 994                     | 2,69                    |
|                            |                                        |                            |                         |                         |
| Iscritti                   | Iscritti                               | Iscritti                   | 65 839                  | 100,00                  |
| ↳ Votanti (% su iscritti)  | ↳ Votanti (% su iscritti)              | ↳ Votanti (% su iscritti)  | 36 936                  | 56,10                   |
| ↳ Astenuti (% su iscritti) | ↳ Astenuti (% su iscritti)             | ↳ Astenuti (% su iscritti) | 28 903                  | 43,90                   |
|                            |                                        |                            |                         |                         |
|                            | Esito: collegio confermato a Laburista |                            |                         |                         |

| Partito                    | Partito                                | Candidato                  | Risultati 7 giugno 2001 | Risultati 7 giugno 2001 |
| Partito                    | Partito                                | Candidato                  | Voti                    | %                       |
| -------------------------- | -------------------------------------- | -------------------------- | ----------------------- | ----------------------- |
|                            | Laburista                              | Ernie Ross                 | 14 787                  | 50,57                   |
|                            | SNP                                    | Gordon Archer              | 7 987                   | 27,31                   |
|                            | Conservatore                           | Ian Hail                   | 2 656                   | 9,08                    |
|                            | Lib Dem                                | Elizabeth Dick             | 2 620                   | 8,96                    |
|                            | Socialista                             | Jim McFarlane              | 1 192                   | 4,08                    |
|                            |                                        |                            |                         |                         |
| Iscritti                   | Iscritti                               | Iscritti                   | 53 753                  | 100,00                  |
| ↳ Votanti (% su iscritti)  | ↳ Votanti (% su iscritti)              | ↳ Votanti (% su iscritti)  | 29 242                  | 54,40                   |
| ↳ Astenuti (% su iscritti) | ↳ Astenuti (% su iscritti)             | ↳ Astenuti (% su iscritti) | 24 511                  | 45,60                   |
|                            |                                        |                            |                         |                         |
|                            | Esito: collegio confermato a Laburista |                            |                         |                         |

## Risultati dei referendum

### Referendum sulla permanenza del Regno Unito nell'Unione europea del 2016
|        | Collegio    | Lasciare UE % | Rimanere in UE % |
| ------ | ----------- | ------------- | ---------------- |
|        | Dundee West | 41,1%         | 58,9%            |
| Scozia | 38,0%       | 62,0%         |                  |
|        | Regno Unito | 51,9%         | 48,1%            |